# Prolefeed
Prolefeed je izraz koji na engleskom doslovno znači "prolski" ili "proleterski unos", a koji je prvi iskoristio George Orwell u svom romanu Tisuću devetsto osamdeset četvrtoj. Njime se opisuje djelatnost tzv. Prolske sekcije (engl. Prolesec) Ministarstva istine koja je zadužena za zadovoljavanje kulturnih potreba, odnosno pružanje zabave za prolove, odnosno niže klase koju čini najširi dio stanovništva fiktivne države Oceanije. To se postiže izdavanjem novina i časopisa čiji se sadržaj sastoji samo od sportskih vijesti, crne kronike i horoskopa, erotskih filmova i romana te sentimentalnih pjesama koje komponiraju mehanička računala. Posebnu podsekciju Proleseca čini tzv. Pornografski odjel ili Pornosec u kojem se proizvode pornografske knjige, a čije je posjedovanje i čitanje najstrože zabranjeno članovima šire partije.
Izraz prolefeed je poput mnogih drugih poslije ušao u širu upotrebu da bi se njime označili "plitki" i "bezvrijedni" sadržaji u suvremenoj pop-kulturi.  

## Više informacija
- kič

## Vanjske poveznice
- Newspeak Dictionary  Arhivirana inačica izvorne stranice od 31. svibnja 2005. (Wayback Machine)
- Searchable 1984 Text